# 祁瞞
祁瞞（？—前632年），春秋时期晋国人，祁氏。
前632年城濮之战，晋国中军在沼泽地里遇到大风，丢了前军左边的大旗。因此祁瞒犯军令，被司马所杀。晋文公通报诸侯，派茅茷接替祁瞒。